# Sender Ederkopf

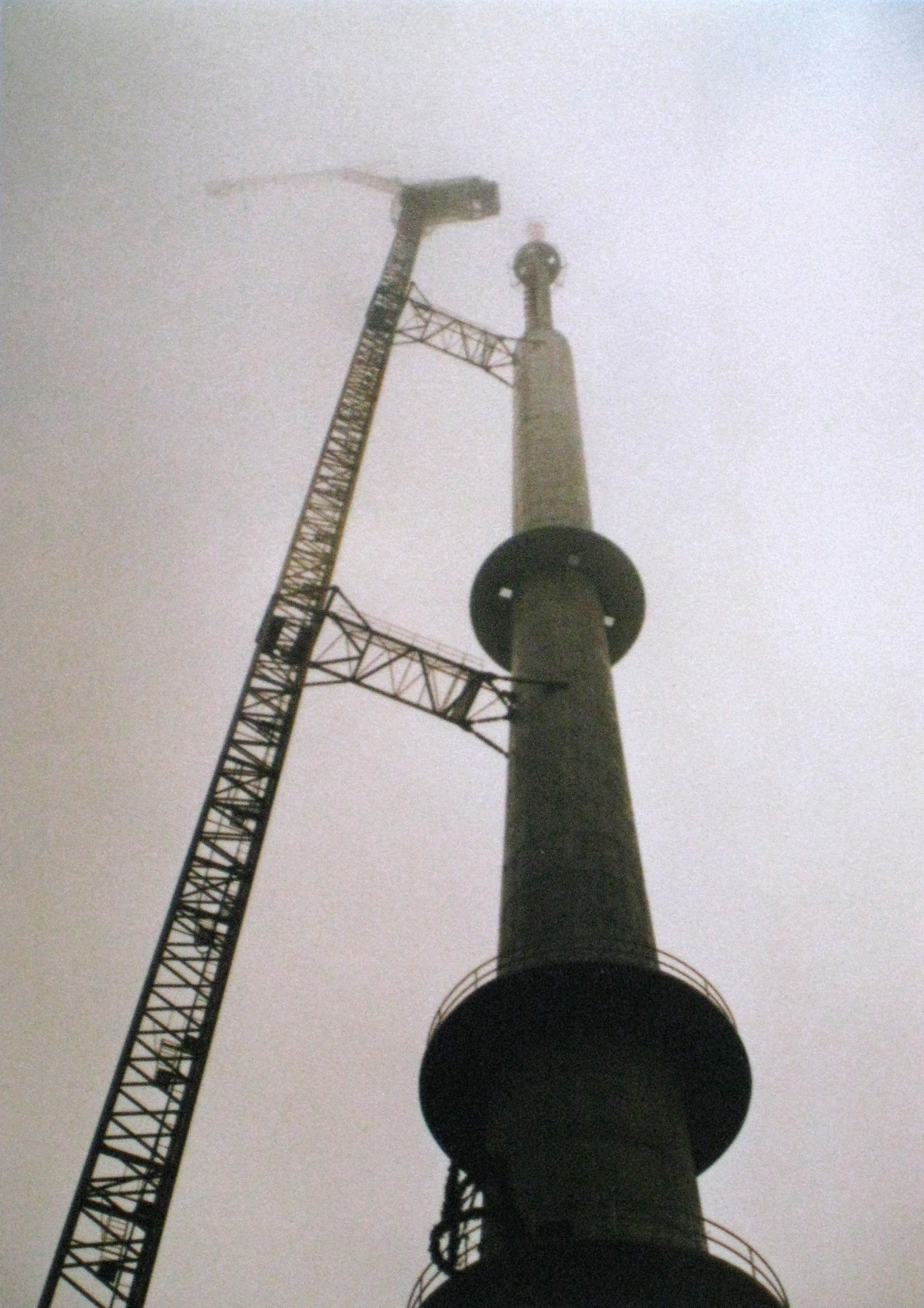
Bau des Sendeturms (1981)

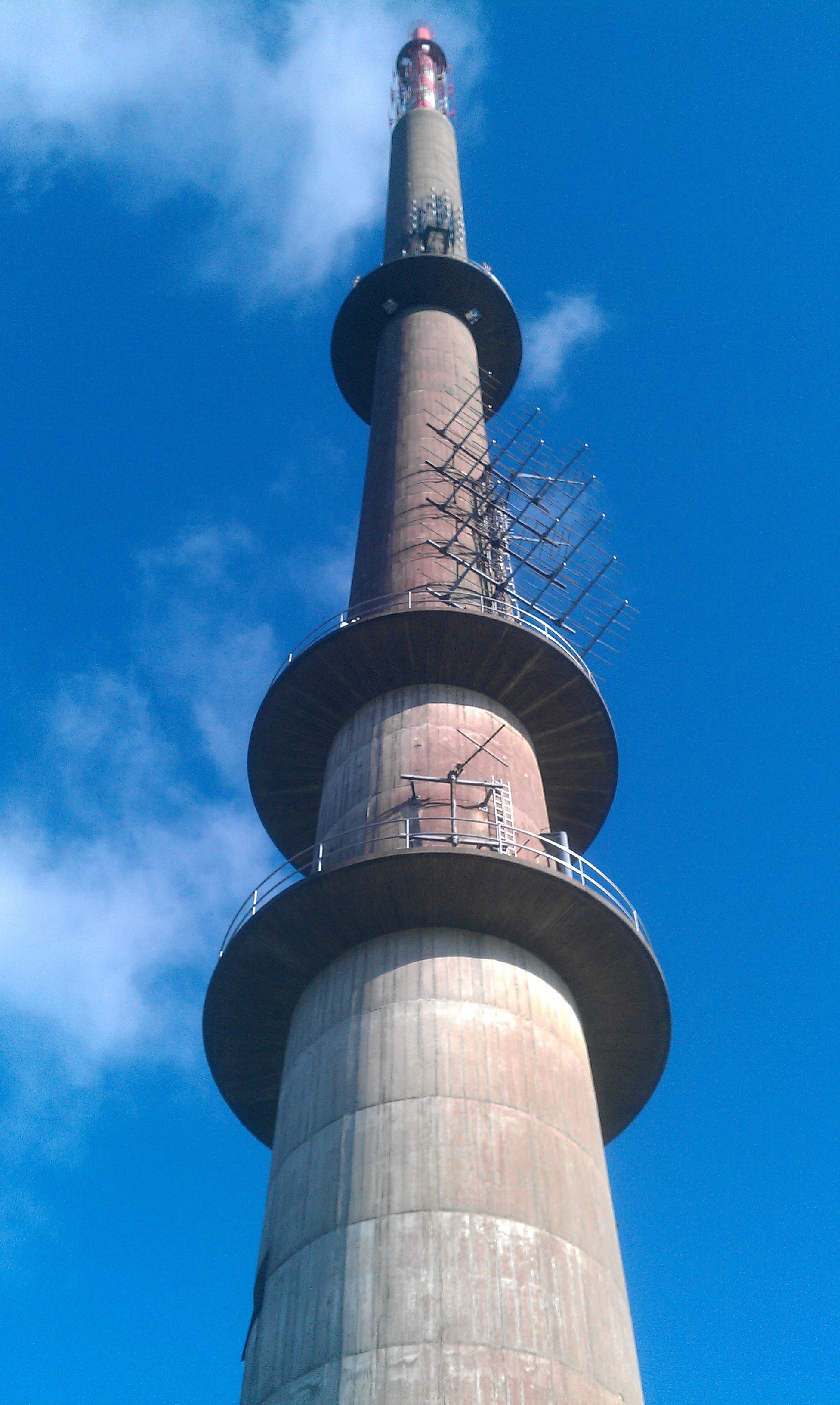
Nahaufnahme des Sendeturms (2013)

Der Sender Ederkopf bei Netphen im nordrhein-westfälischen Kreis Siegen-Wittgenstein ist eine Sendeanlage für Radio und Fernsehen auf dem im Rothaargebirge befindlichen Berg Oberste Henn (675,9 m ü. NHN), der früher synonym auch Ederkopf genannt wurde, während Ederkopf heute auf Karten an einer Wegkreuzung auf 648,8 m eingezeichnet ist. Der Sender wird vom Westdeutschen Rundfunk (WDR) betrieben.

## Geographische Lage
Der Sender Ederkopf liegt im Südteil des Rothaargebirges im Stadtgebiet von Netphen, wenige Meter westlich der Grenze zu Erndtebrück; etwa 200 m nördlich stößt auf diese Grenze jene von Netphen zu Hilchenbach. In ausgedehntem Waldgebiet befindet sich die Anlage in Gipfelnähe auf der Obersten Henn etwa 1 km nördlich der nahe dem Ederkopf gelegenen Ederquelle (621 m). An ihrem Sendeturm ist einer Tafel die Standorthöhe von (rund) „676 m“ zu entnehmen.

## Allgemeines
Der Betrieb des Senders Ederkopf wurde am 25. November 1982 aufgenommen. Als Antennenträger wird ein 161 m hoher, schlanker, freistehender Sendeturm verwendet, der 1981 in Stahlbeton-Bauweise errichtet wurde. Ursprünglich erfolgte die UKW-Versorgung des WDR in dieser Region vom Sender Wittgenstein/Biedenkopf des Hessischen Rundfunks. Am 1. Juli 1987 wechselten die UKW-Programme des WDR (mit Ausnahme von WDR 3) an diesen Standort, außerdem tauschte der WDR einige Frequenzen. Das Hörfunkprogramm WDR 2 wird weiterhin zusätzlich vom Sender Wittgenstein ausgestrahlt. Die Zuführung der UKW-Programme erfolgt per Ballempfang vom Sender Nordhelle. Die Zuführung von DAB erfolgt per Richtfunk aus Siegen.

## Frequenzen und Programme

### Analoger Hörfunk (UKW)
Vom Sender Ederkopf werden die UKW-Hörfunkprogramme 1 Live, WDR 2, WDR 4 und WDR 5 ausgestrahlt.
Beim Antennendiagramm sind im Falle gerichteter Strahlung die Hauptstrahlrichtungen in Grad angegeben.
| Frequenz (MHz) | Programm | RDS PS            | RDS PI                | Regionalisierung | ERP (kW) | Antennendiagramm rund (ND)/gerichtet (D) | Polarisation horizontal (H)/vertikal (V) |
| -------------- | -------- | ----------------- | --------------------- | ---------------- | -------- | ---------------------------------------- | ---------------------------------------- |
| 95,8           | WDR 5    | WDR_5___          | D395                  | –                | 20       | ND                                       | H                                        |
| 100,7          | WDR 4    | WDR_4___          | D394                  | Siegen           | 15       | ND                                       | H                                        |
| 101,8          | WDR 2    | WDR_2_SI WDR_2___ | DB92 (regional), D392 | Siegen           | 15       | ND                                       | H                                        |
| 107,2          | 1 Live   | _1LIVE__          | D391                  | –                | 15       | ND                                       | H                                        |

### Digitaler Hörfunk (DAB+)
DAB+ wird in vertikaler Polarisation und im Gleichwellenbetrieb mit anderen Sendern ausgestrahlt. Am 29. August 2012 erfolgte der Wechsel von DAB-Kanal 12D auf DAB-Kanal 11D. Über diesen wird derzeit der Multiplex Radio für NRW mit den Programmen des WDR mit einer Leistung von 10 kW (bis 26. August 2020 nur 1,5 kW) ERP übertragen; bis 2015 wurde auch Radio Impala  sowie bis Sommer 2020 domradio mit ausgestrahlt. Die bundesweiten DAB-Pakete werden mit gleicher Sendeleistung vom Fernmeldeturm Eisernhardt (Siegen-Süd) verbreitet.
| Block                        | Programme (Datendienste) | ERP (kW) | Antennen- diagramm rund (ND), gerichtet (D) | Polarisation horizontal (H)/ vertikal (V) | Gleichwellennetz (SFN) |
| ---------------------------- | --- | -------- | ------------------------------------------- | ----------------------------------------- | --- |
| 11D Radio für NRW (D__00236) | - 1 Live (88 kbps) - 1 Live diggi (88 kbps) - WDR 2 Rhein-Ruhr (RR) (88 kbps) - WDR 2 Ostwestfalen-Lippe (OW) (88 kbps) - WDR 2 Südwestfalen (SW) (88 kbps) - WDR 3 (120 kbps) - WDR 4 Rhein-Ruhr (RR) (88 kbps) - WDR 4 Ostwestfalen-Lippe (OW) (88 kbps) - WDR 4 Südwestfalen (SW) (88 kbps) - WDR 5 (88 kbps) - WDRcosmo (80 kbps) - WDR Maus (80 kbps) - WDR Event (56 kbps) - WDR EPG (8 kbps) - ARD TPEG (16 kbps) | 10       | D                                           | V                                         | - Region Aachen: Aachen (Stolberg-Donnerberg), Eifel (Dahlem-Bärbelkreuz) - Bergisches Land: Engelskirchen (Hohe Warte), Gummersbach (Kerberg), Remscheid (Hohenhagen), Wuppertal (Auf der Königshöhe) - Rheinland: Bonn (Venusberg), Köln (Kölnturm) - Rhein-Ruhr: Düsseldorf (Rheinturm), Gelsenkirchen-Scholven, Kleve (Bresserberg), Langenberg (Hordtberg), Viersen (Süchtelner Höhen) - Ruhrgebiet: Dortmund (Florianturm) - Münsterland: Ibbenbüren (Blomenkamp), Münster (Nottuln-Baumberge), Oelde (Mackenberg), Schöppingen - Ostwestfalen-Lippe: Bad Oeynhausen (P.Westf.-Wittekindsberg), Bielefeld (Hünenburg), Herford (Eggeberg), Höxter (Holzminden), Stemwede (Arrenkamp), Teutoburger Wald (Bielstein), Warburg, Willebadessen (Eggegebirge) - Südwestfalen: Biedenkopf (Sackpfeife), Ederkopf (Oberste Henn), Hallenberg (Bollerberg), Hochsauerland (Hunau), Lennestadt (Kuhhelle), Meschede, Nordhelle, Olsberg, Siegen (Giersberg) |

Dieses Paket wird auch vom benachbarten Sender Siegen-Giersberg ausgestrahlt. Die Verbreitung von Digital Radio ist im Kreis Siegen-Wittgenstein flächendeckend möglich. Zuletzt gab es 2022 nur noch in Teilen von Burbach, Bad Berleburg und Bad Laasphe Empfangslücken, die mit der Aufschaltung des Senders Sackpfeife geschlossen wurden.

### Analoges Fernsehen (PAL)
Die Nutzung als Grundnetzsender für Das Erste endete am 12. November 2007 mit der Abschaltung des analogen Fernsehens im Siegerland. DVB-T wird seitdem vom Sender Siegen (Giersberg) sowie den Sendeanlagen auf der Nordhelle abgestrahlt. Auf den Sendestandort Ederkopf, der eine gute Reichweite in die Täler Wittgensteins garantiert hätte, wurde somit bei der Einführung von DVB-T verzichtet.
Der UHF-Kanal 50 wurde zunächst in der Region Aachen für DVB-T wiederverwendet. Später wurde die Region Köln/Bonn auch auf diesen Kanal umgestellt. Der nächste Sender in NRW der diese Frequenz jetzt nutzt ist der Sendeturm Engelskirchen.
| Kanal | Frequenz (MHz) | Programm        | ERP (kW) | Sendediagramm rund (ND)/ gerichtet (D) | Polarisation horizontal (H)/ vertikal (V) |
| ----- | -------------- | --------------- | -------- | -------------------------------------- | ----------------------------------------- |
| 50    | 703,25         | Das Erste (WDR) | 50       | ND                                     | H                                         |

## Sender in der Umgebung
Nachbarsender sind:
- Sender Wittgenstein: WDR 2, WDR 3, sowie hr-Programme
- Sender Siegen-Giersberg: WDR 1Live, WDR 2, WDR 3, WDR 4, Radio Siegen, DVB-T, DAB (Füllsender), Kindelsberg: WDR 5
- Fernmeldeturm Eisernhardt: DAB+
- Sender Nordhelle: WDR 1Live, WDR 2, WDR 3, WDR 4, WDR 5, Deutschlandfunk, DAB, DVB-T